# Massengräber in Šoštanj
In der Gemeinde Šoštanj wurden 8 Massengräber aus der Zeit des Zweiten Weltkriegs gefunden. 

## Šoštanj
In Šoštanj wurden vier Massengräber und ein nicht markiertes Einzelgrab aus der Zeit unmittelbar nach dem Zweiten Weltkrieg gefunden. 
Die Massengräber Gorica 1–4 (slowenisch: Grobišče Gorica 1–4) liegen alle nördlich des Šoštanj-Sees. 
- Das erste Grab ist auch als Massengrab auf der Wiese von Čebul (Grobišče Čebulov travnik) bekannt.[1]

- Das zweite Grab ist auch als Massengrab auf der Stvarnik-Wiese (Grobišče na Stvarnikovi njivi) oder Massengrab auf der Bodjan-Wiese (Grobišče na Bodjanovi njivi) bekannt.[2]

Die vier Gräber enthalten die sterblichen Überreste slowenischer, kroatischer und deutscher Zivilisten, die Ende Mai 1945 auf der Gorica-Höhe nordöstlich der Stadt auf ihrer Flucht nach Kärnten ermordet wurden. Zu den Opfern gehört eine Gruppe wohlhabender Einwohner von Šoštanj, die am 23. Mai 1945 ermordet wurden.
Die Gräber gehören zum selben Komplex wie die Massengräber Družmirje 1 und 2. 
- Das ursprünglich unkenntlich gemachte Grab von Janez Pirmanšek (Grob Janeza Pirmanška) liegt auf einer Wiese westlich der Stadt, an der Primorska Cesta Nr. 7, über dem Sägewerk und dem Rundholzlager. An dieser Stelle befand sich früher ein Denkmal für die Bewohner von Šoštanj, die während ihres Militärdienstes gefallen waren. Das Grab enthielt die sterblichen Überreste des slowenischen Zivilisten Janez Pirmanšek, der am 20. Mai 1945 liquidiert wurde.[5]

## Bele Vode
In Bele Vode wurden zwei Massengräber aus dem Zweiten Weltkrieg gefunden. Beide sind auch als Oce-Massengrab (Grobišče Oce) bzw. Massengrab der Kozamurnik-Farm (Grobiščeposestvo Kozamurnikovih) bekannt und befinden sich in einigen Büschen und einer Schlucht nordnordwestlich der Kozamurnik-Farm. In beiden befinden sich die Überreste ukrainischer Kriegsgefangener, die am 19. März 1945 ermordet wurden. 
- Das Massengrab Bele Vode 1 (Grobišče Bele vode 1) liegt etwa 380 m vom Bauernhof entfernt und enthält die Überreste von sechs Soldaten.[6]

- Das Massengrab Bele Vode 2 (Grobišče Bele vode 2) liegt etwa 270 m von der Farm entfernt und enthält die Überreste von sieben Soldaten.[7]

## Družmirje
In Družmirje wurden zwei Massengräber aus der Zeit unmittelbar nach dem Zweiten Weltkrieg gefunden. Die Massengräber Družmirje 1 und 2 (Grobišče Družmirje 1, 2) liegen nördlich des Sees von Šoštanj. Sie enthalten die Überreste slowenischer, kroatischer und deutscher Zivilisten, die Ende Mai 1945 auf dem Gorica-Höhenzug nordöstlich der Stadt auf der Flucht nach Kärnten ermordet wurden. Zu den Opfern gehört eine Gruppe wohlhabender Einwohner von Šoštanj, die am 23. Mai 1945 ermordet wurden. 
- Der erste Ort liegt nördlich einer Kreuzung.[8]
- Die zweite Stätte umfasst drei separate Grabstätten im Lep-Dickicht (Lepova gošča).[9] Die Gräber gehören zur gleichen Gruppe wie die Massengräber Gorica 1–4 in Šoštanj.